# اندرو موری
اندرو موری (انگلیسی: Andreu de Moray; ۱ ژانویهٔ ۱۲۶۵ – ۱۲۹۷) فرمانده نظامی و سیاست‌مدار اهل اسکاتلند بود.